# Momordica cochinchinensis
Momordica cochinchinensis (Lour.) Spreng., 1826, altrimenti noto come gac (dal vietnamita gấc), è una pianta della famiglia delle Cucurbitacee, originaria dei paesi del sud-est asiatico e del Queensland (Australia).
Si distingue per i frutti dal vivido colore arancione-rossastro derivante dal ricco contenuto di beta-carotene e licopene.

## Descrizione
M. cochinchinensis è una pianta rampicante perenne che può raggiungere 15 metri di lunghezza e un diametro dello stelo fino a 4 cm. Le foglie palmate hanno da 3 a 5 lobi e sono portate su un picciolo lungo tra i 6 e i 10 cm. Le foglie sono disposte alternativamente sugli steli e misurano fino a 20 centimetri di larghezza.

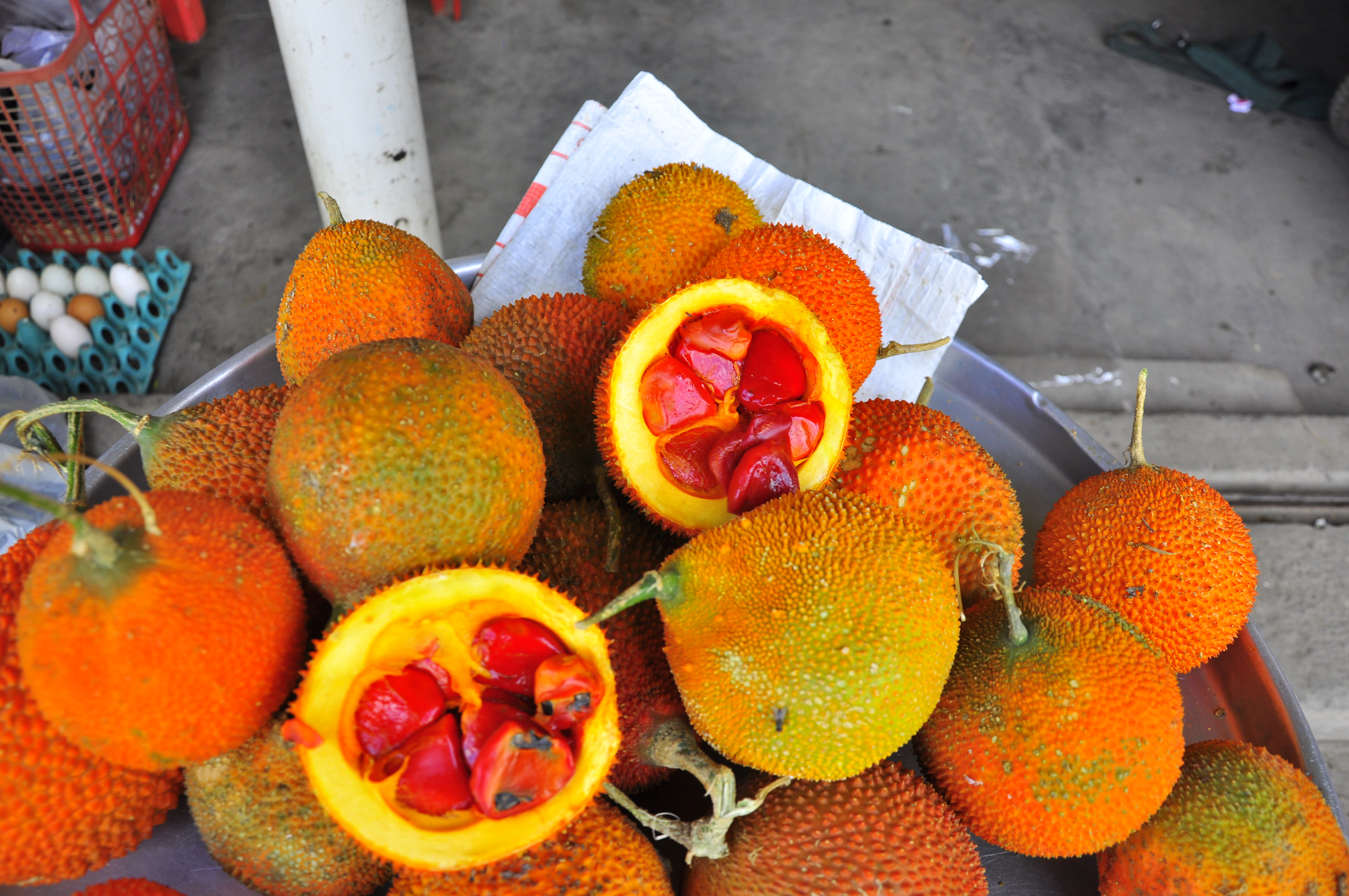
I frutti

La specie è dioica, il che significa che i fiori maschili e femminili si trovano su piante separate. L'infiorescenza di una pianta maschio è costituita da un fiore solitario o da un racemo, mentre i fiori femminili sono solitari. Tutti i boccioli dei fiori sono completamente racchiusi da brattee, che si aprono man mano che il fiore matura. I fiori maturi hanno cinque petali giallastri e un interno nero.
I frutti sono ovoidali o ellissoidi, lunghi circa 15 cm e con un diametro di 10 cm, e sono ricoperti da numerose piccole spine sulla buccia. I frutti sono inizialmente verdi, ma a maturità diventano arancione/rosso intenso e contengono numerosi semi marroni o grigi di forma irregolare racchiusi in un arillo rosso brillante.

### Fenologia
Nell'emisfero settentrionale questa specie fiorisce da giugno ad agosto e i frutti compaiono tra agosto a ottobre. In Australia la fioritura avviene da dicembre a gennaio e i frutti compaiono tra febbraio ad aprile.

### Fitochimica
Il frutto, i semi e l'olio ricavato dai semi contengono quantità significative di beta-carotene e licopene che conferiscono il caratteristico colore rosso-arancio ai tessuti del frutto. Sia l'arillo che i semi sono ricchi di acidi grassi monoinsaturi e polinsaturi, e l'olio contiene il 69% di grassi insaturi, di cui il 35% come grassi polinsaturi. Il frutto ha un'alta concentrazione di acido linoleico (omega-6) e di acidi grassi omega-3.

## Coltivazione
Poiché la pianta è dioica, sono necessarie sia piante maschili che femminili; quindi, gli agricoltori devono avere almeno una pianta maschio all'interno o intorno alle coltivazioni affinché le piante femminili da frutto possano essere impollinate. Quando coltivate dal seme, la proporzione tra piante maschili e femminili non è prevedibile.
L'impollinazione può essere facilitata dagli insetti, ma l'impollinazione manuale consente una migliore resa dei frutti. Un metodo alternativo consiste nell'innestare tessuti femminili sul germoglio principale di una pianta maschile.
A parte i paesi del sud-est asiatico, dove la pianta è autoctona, M. cochinchinensis può essere coltivata nelle regioni che presentano un clima subtropicale. Le basse temperature inibiscono la crescita.

## Usi
M. cochinchinensis viene utilizzata comunemente nei paesi d'origine, principalmente come cibo e in medicina tradizionale.
L'arillo che circonda i semi quando i frutti sono maturi viene cotto con riso appiccicoso per preparare lo xôi gac, un piatto tradizionale vietnamita di colore rosso servito durante i matrimoni e le celebrazioni di Capodanno. Inoltre, il frutto verde immaturo viene utilizzato anche come verdura in India. La pelle spinosa viene rimossa e i frutti vengono affettati e cotti a volte con patate o zucca. Nello Sri Lanka, il gac viene utilizzato nel curry e in Thailandia viene servito con il gelato.
A causa dell'elevato contenuto di beta-carotene e licopene, gli estratti degli arilli del frutto vengono utilizzati per produrre integratori alimentari in capsule o talvolta vengono miscelati nelle bevande.